# Axoclinus rubinoffi
Axoclinus rubinoffi es una especie de pez de la familia Tripterygiidae.

## Morfología
Los machos pueden llegar alcanzar los 3,5 cm de longitud total.

## Hábitat
Es un pez marino demersal de clima tropical que vive entre 1-2 m de profundidad.

## Alimentación
Come algas e invertebrados pequeños. 

## Distribución geográfica
Axoclinus rubinoffi es una especie endémica de la Isla de Malpelo, en el departamento del Valle del Cauca en Colombia.